# Sarah Biasini
Pour les articles homonymes, voir Biasini.
Sarah Magdalena Biasini est une comédienne et écrivaine française, née le 21 juillet 1977 à Gassin (Var).

## Biographie
Sarah Biasini est la fille de l'attaché de presse Daniel Biasini et de la comédienne Romy Schneider. Elle naît dans une famille à la longue tradition artistique. Une de ses arrière-grands-mères du côté maternel, Rosa (Retty puis Albach-Retty), était une pensionnaire du Burgtheater. Elle avait épousé Karl Albach, un officier de l'armée impériale austro-hongroise qui, par amour, renonça à sa carrière militaire pour devenir avocat puis comédien. Ils eurent un fils, Wolf Albach-Retty lui-même acteur, qui épousa la comédienne allemande Magda Schneider, née à Augsbourg en Souabe. Ils sont les parents de Romy Schneider, mère de Sarah Biasini.
Sarah Biasini fait des études d'histoire de l'art, puis part deux années à Los Angeles, où elle suit les cours de l'Actors Studio. De retour en France, elle apparaît sur les écrans français à partir de 2004 dans une courte série télévisée, Julie, chevalier de Maupin, aux côtés de Pierre Arditi. Elle enchaine ensuite les rôles au théâtre et à l'écran.
Compagne du metteur en scène et chorégraphe parisien Gil Lefeuvre, elle annonce attendre leur premier enfant en octobre 2017. Le 11 février 2018, Sarah Biasini donne naissance à une fille prénommée Anna.
En janvier 2021, elle publie son premier roman La Beauté du ciel. Elle y parle du vertige d'être devenue mère, alors qu'elle a perdu la sienne très jeune. Elle le lit ensuite en livre audio pour la collection « La Bibliothèque des voix » des éditions des femmes-Antoinette Fouque et reçoit ainsi la même année un Coup de cœur de la parole enregistrée de l'Académie Charles-Cros.

## Filmographie

### Cinéma
- 2004 : Printemps de Vie de Igor Trifunovic (Court-métrage)
- 2005 : Mon petit doigt m'a dit... de Pascal Thomas : Marie-Christine
- 2005 : Recon de Mattia Ballerini
- 2007 : Le Bal des actrices de Maïwenn (rôle coupé au montage)
- 2009 : Un homme et son chien de Francis Huster : Une jeune femme de la SPA
- 2009 : Blind test de Georges Ruquet : Joyce
- 2011 : Une vie de chien de Cyril Ethan Robert (Court-métrage) : Julie
- 2012 : Shakki de Julien Landais (Court-métrage) : Mme X.
- 2012 : Dors mon lapin de Jean-Pierre Mocky : Claire
- 2012 : Associés contre le crime de Pascal Thomas : Marie-Christine

### Télévision
- 2004 : Julie, chevalier de Maupin de Charlotte Brandström (Téléfilm) : Julie
- 2006 : Nous nous sommes tant haïs de Franck Apprederis (Téléfilm) : Marie Destrade
- 2009 : Suite noire de Brigitte Rouan (Série TV) : Julie Pelletier
- 2011 : Le Temps du silence de Franck Apprederis (Téléfilm) : Julie
- 2014 : Le Général du Roi de Nina Companeez (Téléfilm) : Marie-Anne
- 2014 : Couleur locale de Coline Serreau (Téléfilm) : Charlotte

## Théâtre
- 2005 : Pieds nus dans le parc de Neil Simon, mise en scène Steve Suissa, théâtre Marigny
- 2007 : Personne ne voit la vidéo de Linda Blanchet, théâtre national de Nice
- 2008 : L'Antichambre de Jean-Claude Brisville, mise en scène Christophe Lidon, théâtre Hébertot, tournée
- 2008 : Maestro, mise en scène Christophe Lidon, Festival Off d'Avignon
- 2008 : Personne ne voit la vidéo de Linda Blanchet, théâtre de la Criée à Marseille
- 2009 : L'Antichambre de Jean-Claude Brisville, mise en scène Christophe Lidon, théâtre de l'Œuvre
- 2009 : Qu'est ce qu'on attend ? de Salomé Lelouch, mise en scène de l'auteur, Ciné 13 Théâtre
- 2010 : La Réunion de Salomé Lelouch, 4e Festival des Mises en Capsules 2010
- 2010 : Qu'est ce qu'on attend ? de Salomé Lelouch, mise en scène de l'auteur, tournée
- 2010 : Inventaires de Philippe Minyana, mise en scène de Damien Bricoteaux, 4e Festival des Mises en Capsules 2010
- 2011 : Lettre d'une inconnue de Stefan Zweig, mise en scène Christophe Lidon, théâtre des Mathurins
- 2012 : Zéro s'est endormi? de Valérie Alane, mise en scène Christophe Lidon, Artistic Théâtre
- 2013 : Rock'n love de Caroline Duffau au théâtre du Rouge Gorge, Avignon
- 2014 : Bash : Latter-Day Plays de Neil Labute, mise en scène Gilbert Pascal, théâtre 14 Jean-Marie Serreau
- 2014 : Lettre d'une inconnue de Stefan Zweig, mise en scène Christophe Lidon, Festival d'Avignon
- 2014 : La tempête de William Shakespeare, mise en scène Christophe Lidon, CADO d'Orléans, tournée
- 2015 : Ring de Léonore Confino, mise en scène Catherine Schaub, tournée France et Belgique puis Festival d'Avignon
- 2016 : Je vous écoute de Bénabar et Héctor Cabello Reyes, mise en scène Isabelle Nanty, tournée
- 2017 : Un fil à la patte de Georges Feydeau, mise en scène Christophe Lidon, Centre national de création d'Orléans, tournée
- 2017 : Modi de Laurent Seksik, mise en scène Didier Long, théâtre de l'Atelier
- 2020 : Mademoiselle Julie de August Strindberg, mise en scène Christophe Lidon, Centre national de création d'Orléans (et tournée)
- 2020 : La Mégère apprivoisée de William Shakespeare, mise en scène Frédérique Lazarini, Artistic Théâtre (et tournée)
- 2022 :Un visiteur inattendu d'Agatha Christie, mise en scène Frédérique Lazarini, Artistic Théâtre
- 2022 : Nuit de et mise en scène Philippe Minyana, Théâtre des Quartiers d'Ivry
- 2024 : La Mégère apprivoisée de William Shakespeare, mise en scène Frédérique Lazarini, Festival d'Avignon Le Petit Louvre
- 2024 : La Veuve rusée de Carlo Goldoni, mise en scène Giancarlo Marinelli, théâtre des Bouffes Parisiens
- 2025 : L'Amant de Harold Pinter, mise en scène Thierry Harcourt, Théâtre du Chêne noir, festival off d'Avignon

## Lectures
- 2007 : Curieuse rencontre de Pierre Sauvil, théâtre de la Gaîté-Montparnasse
- 2008 : Entre actrices de Caroline Duffau, Festival de la correspondance de Grignan
- 2008 : Le Cocher de Selma Lagerlöf, théâtre Mouffetard
- 2009 : Une nuit avec Casanova de Pierre Tré-Hardy, Festival de la correspondance
- 2022 : Les soliloques de Rachi "Sarah Biasini lit Albert Cohen", Festival Quartier du Livre

## Publications

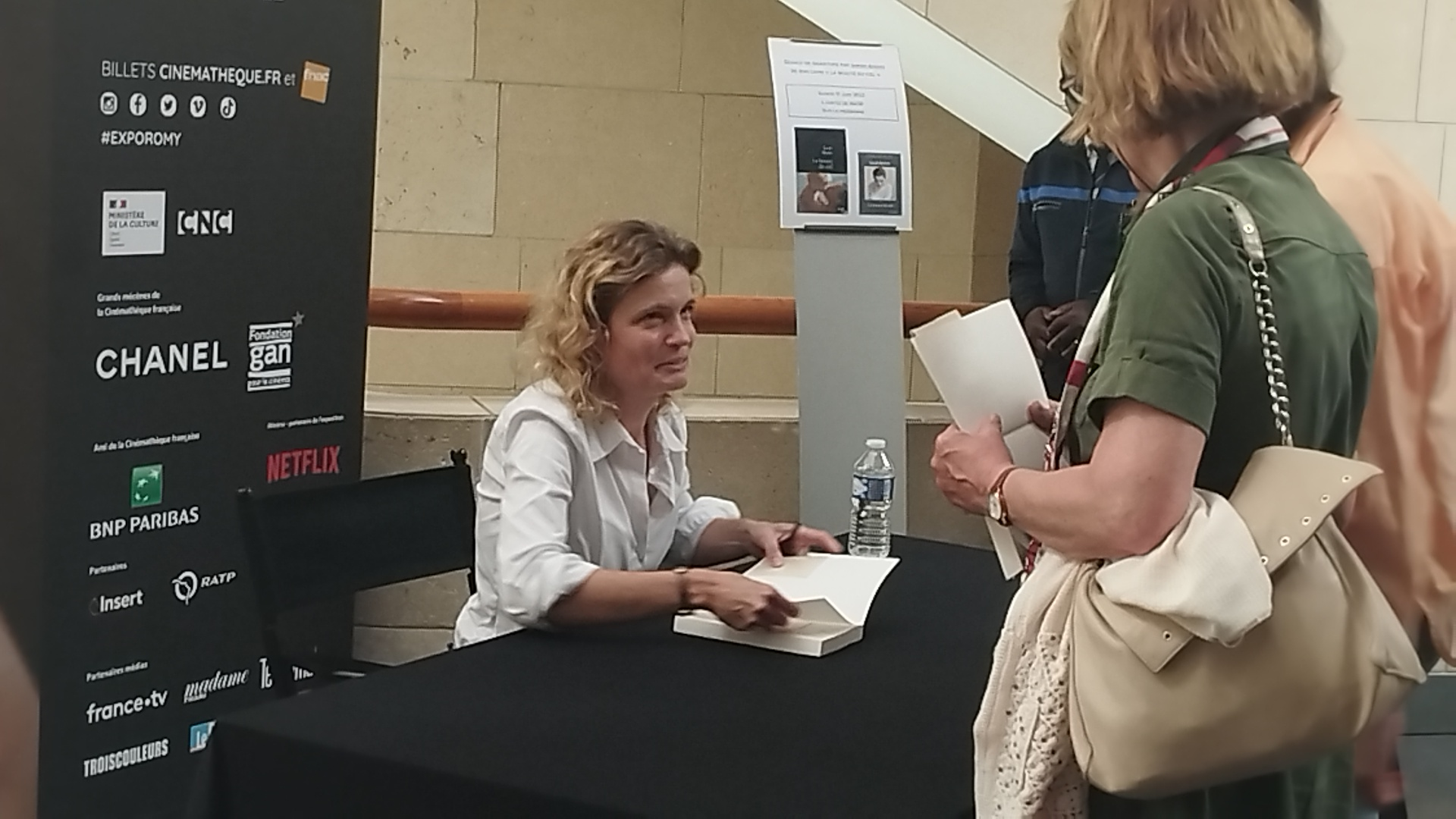
Sarah Biasini dédicaçant son livre La Beauté du ciel à la Cinémathèque française en juin 2022.

- 2012 : Romy, entretien de Jean-Pierre Lavoignat. Editions Flammarion (contribution). Réédition en 2018.
- 2021 : La Beauté du ciel, Éditions Stock. Le livre a été traduit en allemand sous le titre "Die Schönheit des Himmels" aux Editions Paul Zolnay (Octobre 2021). Réédition en livre de Poche (2022).
- 2022 : (en projet) Romy Schneider et Claude Sautet, nous les avons tant aimés de Jean-Pierre Lavoignat. Edition de la Martinière (contribution)

## Livres audio
- 2020 : Une rose au paradis, de René Barjavel, lu par Sarah Biasini, Éditions Lizzie, Paris.
- 2021 : La Beauté du ciel, de Sarah Biasini, lu par l'autrice, « La Bibliothèque des voix », des femmes-Antoinette Fouque, Paris.
- 2021 : Hamnet, de Maggie O'Farrell, lu par Sarah Biasini, Éditions Lizzie, Paris.
- 2022 : Ultramarins, de Mariette Navarro, lu par Sarah Biasini, Editions Multisonor.